# پاسسوو (مکلنبورگ-فورپومرن)
پاسسوو (به آلمانی: Passow) یک شهر در آلمان است که در لودویگسلوست-پارشیم واقع شده‌است. پاسسوو ۷۷۳ نفر جمعیت دارد.